# İbaxlı
İbaxlı è un comune dell'Azerbaigian situato nel distretto di Qax. La sua popolazione è di 527 abitanti.